# Lav tidsel
Lav tidsel (Cirsium acaule) er en 10-30 centimeter høj plante i kurvblomst-familien. Bladene er rosetstillede med stive, stikkende torne og oftest skinnende overside. Den 2-4 centimeter brede blomsterkurv er enlig og meget kortstilket.

## Udbredelse i Danmark
I Danmark findes lav tidsel hist og her på kalkrig jord, især på nordvendte skrænter. Den blomstrer i juli til september.